# Theater Krefeld und Mönchengladbach

Offizielles Logo des Theaters Krefeld und Mönchengladbach gGmbH seit der Spielzeit 2011/2012

Die Theater Krefeld und Mönchengladbach gGmbH ist ein Zusammenschluss der ehemals städtischen Theater von Krefeld und Mönchengladbach. Das Theater ist ein Vierspartenhaus: Schauspiel, Musiktheater, Ballett und Konzerte der Niederrheinischen Sinfoniker gehören zum Programm. Darüber hinaus bietet das Theater diverse Theater-Extras, Gastspiele und unter anderem mit den Jugendclubs in Krefeld und Mönchengladbach ein umfassendes Programm im Bereich Kinder und Jugend an.

## Geschichte

### Theater in Krefeld bis 1906
Erstmals erwähnt wird ein Wandertheater in Krefeld im Jahre 1776, als die Doblersche Schauspielergesellschaft nach Gastspielen in Wesel und Kleve auf dem Weg nach Düsseldorf und Köln Station in Krefeld machte. Es folgten Gastspiele verschiedener Theatertruppen. Ein erster Holztheaterbau wurde 1779 auf der Lutherischen Kirchstraße errichtet. 1825 ließ Michael Rump auf eigene Rechnung ein Theaterlokal an der Uerdinger Landstraße bauen. Dieser Holzbau vor der Stadt, in Krefeld „Zelt“ genannt, diente als Tanz-, Theater- und Konzertsaal. In Rumps Theaterlokal gastierten unter anderem Josef Derossi und seine Truppe aus Düsseldorf, zu der zeitweise Albert Lortzing und Felix Mendelssohn Bartholdy gehörten, aber auch verschiedene „reisende Kunststückmacher“. Nach Rumps Tod fiel das verschuldete Theaterlokal per Los an seinen Schwager Johann Bernhard Keussen, der es erst vermietete und dann verkaufte. 1859 gründete sich in Krefeld eine private Operngesellschaft und ein Theaterverein, der die Leitung des Krefelder Theaters dem Schauspieler Ferdinand Wenzel auf eigene Rechnung übertrug. Wenzel baute als Prinzipal ein eigenes Schauspielensemble auf, verbannte seichte Schwänke aus dem Programm und setzte stattdessen auf Shakespeare, Lessing, Goethe, Schiller und Kleist. Weil er das Theater nicht finanzieren konnte, ging er 1865 nach Mainz. Auch seine verschiedenen Nachfolger konnten das Theater nicht zu einem rentablen Unternehmen machen. Nach dem Brand des Wiener Ringtheaters im Jahre 1881, entschlossen sich die Stadtväter das Theater an der Rheinstraße zu schließen. Als Spielstätte für Wandertruppen diente in den Jahren darauf der Nebeck’sche Saal am Ostwall. Ein Gastspiel der Deutschen Oper Amsterdam im Frühjahr 1884 begründete die Krefelder Musiktheatertradition der „Monatsoper“: das in einem Jahr erarbeitete Repertoire eines gastierenden Ensembles wurde innerhalb weniger Wochen abgespielt. 1885 gründete sich die Actien-Gesellschaft Crefelder Stadttheater, die das ehemalige Theaterlokal und angrenzende Gebäude kaufte und den Kölner Architekten Hochgürtel und den Kölner Theatermeister Albert Rosenberg mit dem Umbau des Theaters beauftragte. Eine neue Straßenbahn sorgte dafür, dass es nicht nur aus Krefeld, sondern auch aus den damaligen Nachbarorten Uerdingen, Hüls und Fischeln erreichbar war. Als Theaterdirektor wurde Carl Heuser aus Bern verpflichtet. Zum Programm gehörte fortan nicht nur Schauspiel, sondern auch Oper. Am 2. Oktober 1886 wurde das neue Krefelder Theater mit dem Freischütz eröffnet. Am 10. Februar 1887 beschloss das Stadtverordneten-Collegium, das klassische Bildungstheater für drei Jahre mit 8000 Talern zu unterstützen, und verlieh der „Crefelder Kapelle“ das Recht, sich „Städtische Kapelle“ zu nennen. Im selben Jahr wurde Anton Otto neuer Direktor des Krefelder Theaters. Er führte in der zweiten Spielzeit die rechtsgültige Eintragung in Abonnementslisten ein. Aus finanziellen Gründen verzichtete Otto auf den Ausbau des Musiktheaters und setzt stattdessen im Rahmen der Monatsoper auf Gastspiele aus Aachen, Düsseldorf, Elberfeld oder Essen. Trotzdem musste das Theater neben der städtischen Subvention immer wieder auf Unterstützung durch die großen Krefelder Familien zurückgreifen. In den 19 Jahren seiner Zeit als Direktor entwickelte Otto das Krefelder Theater zu einer beliebten Spielstätte mit eigenem Ensemble. Eine Verlagerung des Schwerpunktes vom Sprech- zum Musiktheater wurde im Jahre 1900 eingeleitet, als Reinhold Pester zur Monatsoper nach Krefeld kam. Er brachte seine Frau, die Primadonna der Kölner Oper Bertha Pester-Prosky und weitere Kölner Kräfte mit und machte sich binnen zweier Spielzeiten bei den Krefeldern unentbehrlich, so dass in der Stadt erneut der Wunsch nach einem eigenen Musiktheater entstand. Für Otto war dies 1906 der Grund, Krefeld den Rücken zu kehren. An seiner Stelle wurde Pester Theaterdirektor. In Mönchengladbach war Pester schon 1904 zum Theaterchef geworden.

### Theater in Mönchengladbach und Rheydt bis 1906
Die Theatergeschichte Mönchengladbachs beginnt am 11. Dezember 1862 mit einem Gastspiel des Krefelder Theaters im Noever’schen Saal. Gegeben wurde die Komödie „Das Glas Wasser“. Bis zur Jahrhundertwende blieb Gladbach allerdings auf Gastspiele angewiesen. Erst Mitte September 1903 gründete sich im Gasthof Herfs eine Theatervereinigung, deren Vorsitz der Stadtverordnete und ehrenamtliche Beigeordnete Adolf Friedrich Peltzer einnahm. Am 29. November 1903 wurde die Kaiser-Friedrich-Halle eingeweiht und hier am 5. Januar 1904 das erste Theater M.Gladbach mit Fidelio eröffnet. Die Leonore wurde gesungen von Bertha Pester-Prosky. Kurz darauf wurde Ferdinand Pester Theaterchef und holte am 12. Januar 1904 das Krefelder Schauspiel zu einem Gastspiel nach Gladbach. Seit dem 1. Juli 1906 führte Pester das Krefelder und das Gladbacher Haus. In Rheydt hatte Roland Müller-Stein vor dem Ersten Weltkrieg die Rheydter Kammerspiele ins Leben gerufen.

### 1906 bis 1919 – Theater Krefeld und Mönchengladbach unter gleicher Leitung
Reinhold Pester, seit 1906 Theaterleiter in Krefeld und Mönchengladbach, engagierte den Wagner-Interpreten Curt Cruciger als Kapellmeister. Cruciger arbeitete in Krefeld mit der „Krefelder Kapelle“ und in Gladbach mit dem „Gladbacher Orchester“. Dazu kam das Engagement des Regisseurs Franz Eilers, der der Bayreuther Tradition verpflichtet war. Der erste geschlossene Ring wurde vom 7. bis 13. April 1906 im Krefelder Theater gegeben. Vom Schauspiel verlagerte sich in dieser Zeit in beiden Städten der Schwerpunkt auf die Oper, und zwar besonders auf das Werk Richard Wagners. Pester und Cruciger setzten hiermit zumeist auf Altbewährtes, brachten aber auch schon 1911 als eine der ersten Bühnen im Rheinland Richard Strauss’ Oper Der Rosenkavalier heraus. Die Rolle des Baron Ochs übernahm Leo Schützendorf. Im Sprechtheater verzichteten sie fast gänzlich auf Neuerungen, was zu einem Niedergang der Schauspielsparte führte.

### 1919 – Das Stadttheater Krefeld entsteht
Nach dem Ende des Krieges beschloss die Stadt Krefeld, die Finanzen des Krefelder Theaters endgültig selbst zu übernehmen. Reinhold Pester wurde vom Pächter zum Direktor „degradiert“ und das Krefelder Stadttheater entstand.

### Der erste Theatervertrag von 1921 – Das Stadttheater Krefeld-M.Gladbach
Nachdem das Theater Krefelds bereits in städtischer Hand war, wurde im Mai 1921 ein Fusionsvertrag mit Mönchengladbach geschlossen, der 50 Vorstellungen in Oper und Schauspiel garantierte. Der Intendant des Theaters sollte in der paritätisch besetzten Theaterkommission gemeinsam bestimmt werden. Pester wurde durch Otto Maurenbrecher abgelöst, der wieder mehr Wert auf das Schauspiel legte, ohne jedoch Crucigers Kompetenzen zu beschneiden. Maurenbrecher blieb bis zur Auflösung des Theatervertrages am Stadttheater Krefeld-M.Gladbach und danach noch eine weitere Spielzeit in Krefeld. Zur Auflösung des Theatervertrages führte die Unzufriedenheit der Gladbacher Bürger. Man fühlte sich Krefeld gegenüber benachteiligt und forderte ein eigenes Mönchengladbacher Stadttheater. Der Theaterkulturverband, die vom späteren Braunschweiger Ministerpräsidenten Hubert Schlebusch gegründete Freie Volksbühne und der Bühnenvolksbund trugen maßgeblich dazu bei.

### Das Krefelder Stadttheater von 1924 bis 1943
Von 1924 bis 1932 war Ernst Martin Intendant des Krefelder Stadttheaters. Er entwickelte ein Programm, das sich auch überregional sehen lassen konnte. Unter anderem erhielt er die Uraufführungsrechte von Lion Feuchtwangers Kalkutta, 4. Mai und er holte unter anderem Fritzi Massary, Olga Pawlowa, Paul Wegener, Eugen Klöpfer, Asta Nielsen, Fritz Kortner, Max Pallenberg, Helene Thimig, Klara Ebers und Julie Schützendorf-Körner zu Gastspielen nach Krefeld. Ebenfalls von 1924 bis 1932 war Franz Rau als Nachfolger von Cruciger Opernchef am Krefelder Theater. Rau und Martin taten sich einerseits durch gemeinsame Opernaufführungen mit dem Schwerpunkt Mozart, aber auch durch neueste Produktionen hervor. Unter anderem fand am Stadttheater Krefeld die deutsche Erstaufführung von Rimski-Korsakows Oper Iwan der Schreckliche statt und die Uraufführung des Heliodor des jungen Kölner Komponisten Gustav Kneip. Im Jahre 1928 wurde der Zuschauertrakt umgebaut. Zu Beginn der 30er Jahre geriet das Theater allerdings infolge der Weltwirtschaftskrise erneut in finanzielle Schwierigkeiten. In der Folge gründete sich der Verein der Freunde des Stadttheaters mit dem Ziel das Theater zu erhalten. 1932 übernimmt Hans Herbert Michels den Intendantenposten, wird aber schon 1933 auf Betreiben der neuen nationalsozialistischen Machthaber durch den Schauspieler Hans Tannert abgelöst. Auf Tannert folgten Rolf Prasch (1935/36), Peter Fassot (1936/37), Paul Trede (1937–1943) und schließlich Herbert Junkers (1943/44). Der Opernchef Rau wurde 1932 durch Walther Meyer-Giesow ersetzt, dem nach einer Vakanz von zwei Jahren 1937 Werner Richter-Reichhelm folgte. Am 22. Juni 1943 wurde das Theater, wie auch zwei Drittel der Krefelder Innenstadt, durch einen Bombenangriff zerstört.

### Das Mönchengladbacher Stadttheater von 1924 bis 1944

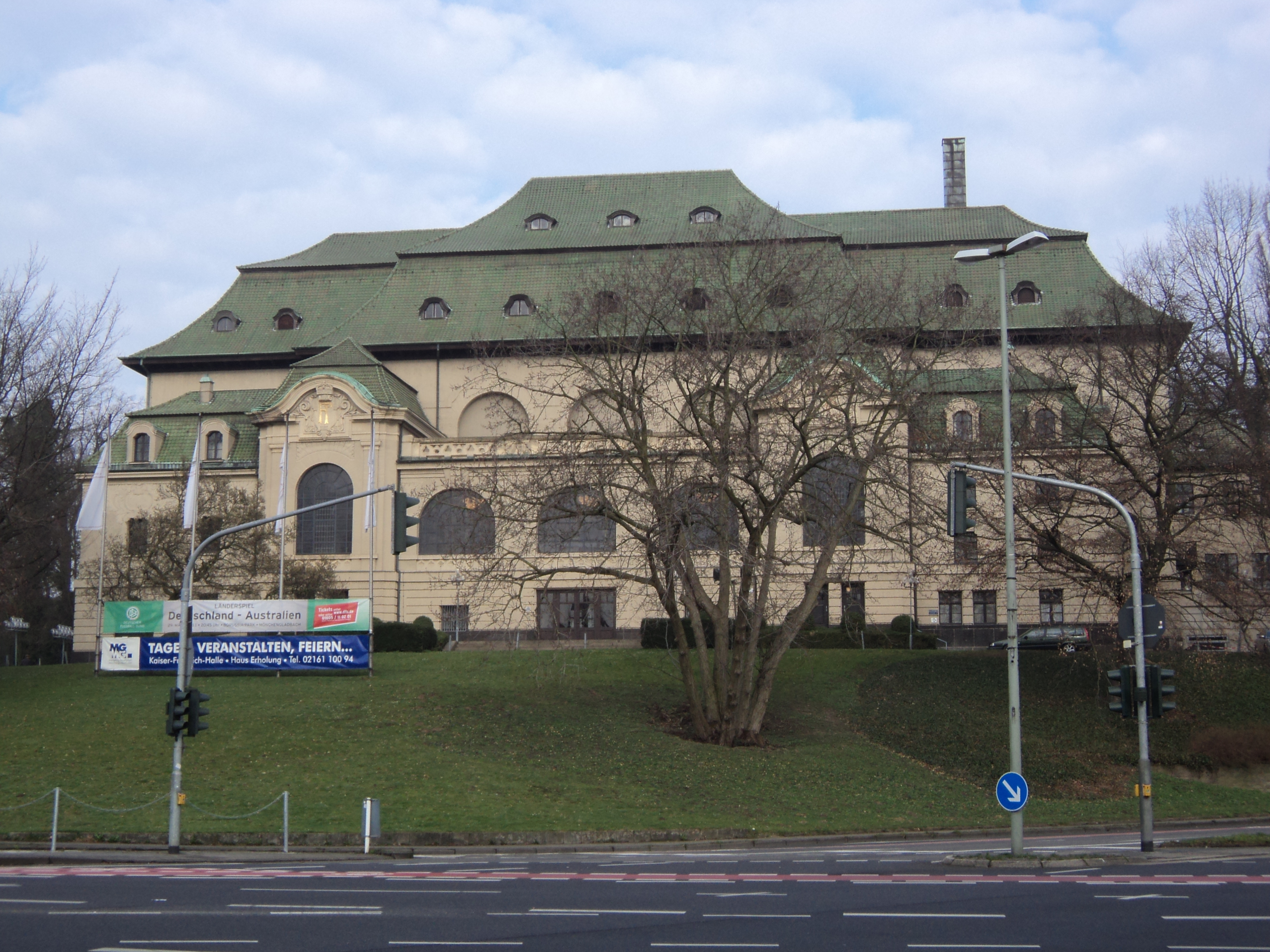
Die Kaiser-Friedrich-Halle

Nach Auflösung des Theatervertrages wurde 1923 zunächst Heinz Bongartz Direktor des Operntheaters in Mönchengladbach. Er arbeitete auf eigene künstlerische und wirtschaftliche Verantwortung und musste schon nach einer Spielzeit aufgeben. Die Stadt beschloss daraufhin, ein eigenes Stadttheater zu gründen. Erster Intendant wurde Johannes Heinrich Braach, der trotz anerkannter künstlerischer Leistungen noch in seiner ersten Spielzeit ebenfalls wegen Misswirtschaft zurücktreten musste. Sein Nachfolger Paul Medenwaldt erlegte dem Theater einen rigiden Sparkurs auf. Von ihm übernahm 1926 Paul Legband das Theater. Als am 1. August 1929 die Städte M.Gladbach und Rheydt erstmals vereinigt wurden, wurden auch die Bühnen beider Städte zusammengelegt. Man verfügte nun über zwei Spielstätten: die Kaiser-Friedrich-Halle in Mönchengladbach und das neue Haus in Rheydt an der Odenkirchener Straße. Eine finanzielle Absicherung des Hauses gelang erst, als 1930 Fritz Kranz an das Theater Mönchengladbach-Rheydt kam. Während Krefeld das Krefelder Theater über die wirtschaftlich schwierige Spielzeit 1931/32 durch die Bürger der Stadt gerettet wurde, schlossen sich in Gladbach und Rheydt die Künstler unter Leitung des Intendanten zu einer Notgemeinschaft zusammen, um den Theaterbetrieb auf eigene Gefahr und Rechnung zu übernehmen. Zum Erstaunen der Bürger gelang es so, das Theater zu erhalten. Zur Spielzeit 1933/34 wurde die Intendanz an Hans Gustav Schmitz-Mutzbauer übergeben. Auch nach der von Joseph Goebbels bewirkten Trennung von Mönchengladbach und Rheydt im August 1933 blieben die Theater der beiden Städte unter der GmbH Städtische Theater der Gladbach-Rheydter Theaterbetriebe zusammen. 1941 wurde Erich Schumacher auf Wunsch Goebbels’ Intendant. Er blieb in seinem Amt, bis am 1. September 1944 alle deutschen Theater geschlossen wurden.

### Vom Kriegsende bis zum Zusammenschluss der Krefelder und Mönchengladbacher Bühnen 1950
In Mönchengladbach rief 1945 Bürgermeister Wilhelm Elfes als Intendanten Fritz Kranz zurück. Die Kaiser-Friedrich-Halle und das Rheydter Haus an der Odenkirchener Straße waren zwar nahezu unbeschädigt aus den Bombenangriffen hervorgegangen, aber man spielte mit stark reduziertem Ensemble in ungeheizten Räumen. In Krefeld war das Theater an der Rheinstraße dem Bombenhagel von 1943 zum Opfer gefallen. Als Spielstätten dienten unter anderem die Burg Linn, das Dreikönigenhaus und die Aula des Lyzeums (heute Ricarda-Huch-Gymnasium). Paul Trede, der Intendant der letzten Kriegsspielzeit, wurde wieder eingesetzt und 1949 von Erich Schumacher, der schon von 1941 bis 1943 Intendant in Gladbach war, abgelöst. Dieser leitete gemeinsam mit den Kulturverantwortlichen beider Städte die Fusion der Stadttheater Krefelds und Mönchengladbachs ein. Weder das Rheydter Theater, noch der Gladbacher Intendant Fritz Kranz wurden an den Fusionsplänen beteiligt. Am 19. April 1950 unterzeichneten die Räte der Städte Krefeld und Mönchengladbach einen Theatervertrag, der die eigenständigen Bühnen der Städte zu den „Vereinigten Städtischen Bühnen Krefeld und Mönchengladbach“ (VSB Krefeld-Mönchengladbach) zusammenführte.

### Vereinigte Städtische Bühnen Krefeld und Mönchengladbach von 1950 bis 2010
Die Anfangszeit der neuen Bühnengemeinschaft war geprägt von den Theaterneubauten in beiden Städten. In Krefeld wurde am Theaterplatz 1952 als Provisorium die sogenannte Kulturscheune mit „Lohengrin“ eröffnet. Am 12. Januar 1963 konnte schließlich hier das neue Stadttheater, das auch heute noch bespielt wird, mit „Don Giovanni“ eröffnet werden. Weil Rheydt an der Fusion nicht beteiligt war, gehörte nun auch das Haus an der Odenkirchener Straße nicht mehr zu den Vereinigten Städtischen Bühnen. Hier gründete stattdessen Fritz Kranz ein eigenes Rheydter Schauspieltheater. In Mönchengladbach war deshalb ebenfalls ein Theaterneubau notwendig geworden, der in der Stadtmitte an der Hindenburgstraße nach dem Entwurf von Paul Stohrer ab 1957 gebaut und 1959 mit den „Meistersingern“ eröffnet wurde. Erst am 22. November 1977 wird auch das Rheydter Theater Teil der Vereinigten Städtischen Bühnen und das Haus an der Odenkirchener Straße, zwischenzeitlich als Rheydter Stadthalle genutzt, nach seiner repräsentativen Umgestaltung am 19. November 1984 als Opernhaus Mönchengladbach mit Alban Bergs „Lulu“ wiedereröffnet. Weil in Mönchengladbach in den 1990er Jahren zwei Spielstätten aufgrund der angespannten Haushaltslage der Stadt nicht mehr zu halten waren, wurde das Mönchengladbacher Schauspielhaus 1996 als Theaterspielstätte gegen großen Widerstand der Theaterleute, Kritik der Presse und Proteste zahlreicher Besucher aufgegeben und als Musicalbühne privat vermietet und umgestaltet. Am 26. Oktober fand hier die Uraufführung des Musicals Gambler statt. Zwei Jahre später musste mangels Zuschauern Konkurs angemeldet werden. Das Opernhaus Mönchengladbach wurde nach der Schließung des Schauspielhauses an der Hindenburgstraße zum Theater Mönchengladbach unter erheblichem Aufwand umgebaut. Obwohl nach der Pleite der Musicalbühne die Vereinigten Städtischen Bühnen das Schauspielhaus gerne wieder genutzt hätten und sich 2001 sogar eine eigene Bürgerinitiative bildete mit dem Ziel, einen Bürgerentscheid zum Erhalt des Stadttheaters an der Hindenburgstraße und seiner künftigen Nutzung als Kulturstätte zu erreichen, bestand die Stadt darauf, dass der Haushaltsplan dies nicht zulasse. Anfang der 2000er Jahre standen dann nach gut 50 Jahren Gemeinschaftstheater in beiden Städten Umbau- und Renovierungsmaßnahmen an. Das Theater Krefeld zog während der Spielzeit 2008/2009 in eine Halle der Stadtwerke Krefeld in das TaZ (Theater auf Zeit). Als das Theater Mönchengladbach zur Spielzeit 2009/2010 wegen des Umbaus des Hauses an der Odenkirchener Straße ausgelagert werden musste, entflammte der Streit über die Nutzung des voll funktionstüchtigen und immer noch leer stehenden alten Schauspielhauses erneut. Weil die Stadt inzwischen an seiner Stelle ein Einkaufszentrum plante, musste das Theater schließlich in den Nordpark weit außerhalb des Stadtzentrums ausweichen. Im Jahr 2011 zog das Theater wieder an seinen Standort an der Odenkirchener Straße in Mönchengladbach-Rheydt.
- Generalintendanten seit 1950
  - 1950–1959 Erich Schumacher
  - 1958–1966 Herbert Decker
  - 1966–1984 Joachim Fontheim
  - 1985–1991 Eike Gramss
  - 1991–1996 Wolfgang Gropper
  - 1996–2010 Jens Pesel
  - seit 2010 Michael Grosse

- Generalmusikdirektoren seit 1950
  - 1950–1969 Hubert Römer, Künstlername Romanus Hubertus
  - 1969–1976 Robert Satanowski
  - 1977–1982 Lothar Zagrosek
  - 1982–1988 Reinhard Schwarz
  - 1988–1994 Yakov Kreizberg
  - 1995–2002 Anthony Bramall
  - 2002–2003 Othmar Mága (kommissarisch)
  - 2004–2012 Graham Jackson
  - seit 2012 Mihkel Kütson

### Seit Januar 2011 – Theater Krefeld und Mönchengladbach gGmbH
Zum 1. Januar 2011 wurden die Vereinigten Städtischen Bühnen in eine gemeinnützige GmbH umgewandelt. Im Zuge der Umwandlung wurde mit den beiden Gesellschafter Stadt Krefeld und Stadt Mönchengladbach das Konzept „Theater mit Zukunft“ vereinbart. Dieses sichert die Zuschüsse der Städte und Sparmaßnahmen auf Seiten des Theaters für jeweils fünf Jahre. Erstmals wurde das Konzept 2010–2015 umgesetzt und führte zu einer erfolgreichen Auslastung des Gemeinschaftstheater von 82 %. Für die Jahre 2015–2020 wurde der Solidarpakt von beiden Städten erneuert. Eine dritte Auflage 2020–2025 und eine vierte Auflage 2025–2030 wurden ebenfalls beschlossen. 2016 und 2017 fand in Krefeld das Welcome Now-Festival statt, dessen Einnahmen dem Krefelder Flüchtlingsrat zugutekamen. Dort traten Musiker (u. a. Fog Joggers, Patrick Richardt, Horst Hansen Trio) sowie Poetry Slammer auf. 2018 fand das Festival in Mönchengladbach statt.

### Gegenwart
Das Theater Krefeld und Mönchengladbach ist aktuell das älteste Fusionstheater Deutschlands und zeigt vielfältige Inszenierungen, die vom großen Ensemblestück bis zum Soloabend reichen. Das Vier-Sparten-Haus hat aktuell über 500 Mitarbeiter und wird seit der Spielzeit 2011 / 2012 geleitet von Generalintendant Michael Grosse.
Im Schauspiel steht alles von Klassikern bis zu zeitgenössischer Dramatik auf dem Spielplan, wobei Schauspieldirektor Christoph Roos in seinen Inszenierungen regelmäßig aktuelle gesellschaftliche Bewegungen aufgreift. Ballettdirektor Robert North zeigt vor allem Ballette, die das Publikum durch echten Tanz in Verbindung mit einer Geschichte unmittelbar ansprechen. Er erläutert hierbei, dass sein Tanzstil „auf klassischer und moderner Technik mit Jazzelementen“ basiere und „Musikalität, natürliche Ausstrahlung, Energie und Kunstfertigkeit“ betone. Zusätzlich zu den Sparten Schauspiel und Ballett verfügt das Theater Krefeld und Mönchengladbach über ein Musiktheaterensemble, das von Operndirektor Andreas Wendholz betreut wird, der auch überregionale Bekanntheit erlangt hat, und ein hauseigenes Orchester, die Niederrheinischen Sinfoniker, dass von GMD Mihkel Kütson geleitet wird.
Außerdem bietet das Theater eine Vielzahl von Angeboten für Kinder, darunter Puppentheaterstücke, Kinderkonzerte und die in jedem Winter wechselnden Weihnachtsmärchen. Seit der Spielzeit 2021 / 2022 können Kinder zwischen 3 und 6 Jahren außerdem Sitzkissenkonzerte besuchen.
In der Spielzeit 2024/25 feiert die Theater Krefeld und Mönchengladbach gGmbH 75 Jahre Theaterehe. Vom 5. April bis 18. Mai 2025 finden zu diesem Anlass Festwochen in beiden Theatern statt, die mit einigen Premieren (u. a. „Die Passagierin“ von Weinberg am 19. April im Theater Krefeld oder „Merlin oder Das wüste Land“ von Tankred Dorst als interaktives Doppelprojekt am 10. Mai in Krefeld und am selben Tag mit dem Titel „Merlin feat. Ginevra“ Nach „Merlin oder das wüste Land“ von Tankred Dorst in Mönchengladbach) und einem Theaterball mit dem Titel „Lovestory“ einhergehen.

## Spielorte

### In Krefeld

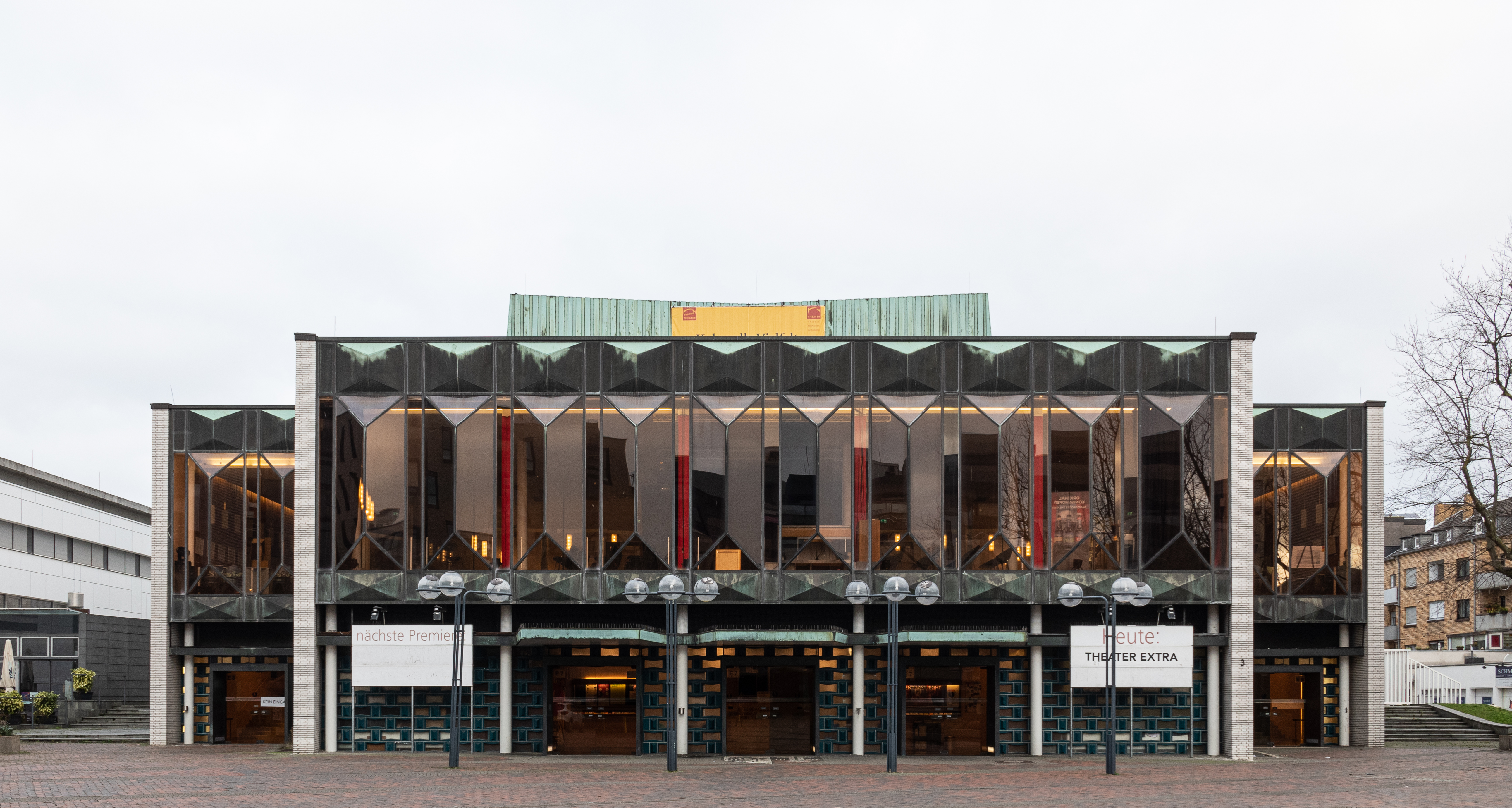
Stadttheater Krefeld 2022

- Stadttheater Krefeld
Das heutige Theatergebäude wurde in zwei Bauabschnitten erstellt. Der erste Bauabschnitt umfasste den heutigen Kern, nämlich den Zuschauerraum, die Bühne, die Hinterbühne und den Schnürboden. Diesen Abschnitt entwarfen Eugen Bertrand und Heinrich Stickelbrocks. Er wurde 1951/1952 gebaut und im Oktober 1952 eröffnet. In einem zweiten Bauabschnitt wurde das Theater erweitert. Die Erweiterung war in den Jahren 1956 und 1959 Gegenstand von zwei Wettbewerben und wurde von Gerhard Graubner realisiert. Hatte der erste Bauabschnitt noch eine unverputzte Ziegelfassade und verdeutlichte damit das Erfordernis einer späteren Vollendung, erhielt das Theater im zweiten Bauabschnitt das markante Kupferdach und einer Öffnung zum Theaterplatz mittels einer Glasfassade. Der zweite Bauabschnitt wurde am 12. Januar 1963 eröffnet und bot 832 Besuchern Platz.[16] Eine 9,5 Millionen EUR teure Renovierung des Hauses wurde im September 2009 abgeschlossen. Seit dem Umbau hat das Haus 726 Plätze. Der Spielbetrieb fand während der Umbauten im TaZ – Theater auf Zeit statt. Das Stadttheater wurde 2010 als Baudenkmal in die Denkmalliste der Stadt Krefeld eingetragen.[17]
- Fabrik Heeder
In der ehemaligen Krefelder Tapetenfabrik Fabrik Heeder ist die Krefelder Studiobühne mit 107 Plätzen untergebracht. Außerdem finden hier Veranstaltungen des Jugendclubs des Theaters statt.

- Seidenweberhaus
Im Seidenweberhaus finden die Krefelder Konzerte der Niederrheinischen Sinfoniker statt.

### In Mönchengladbach

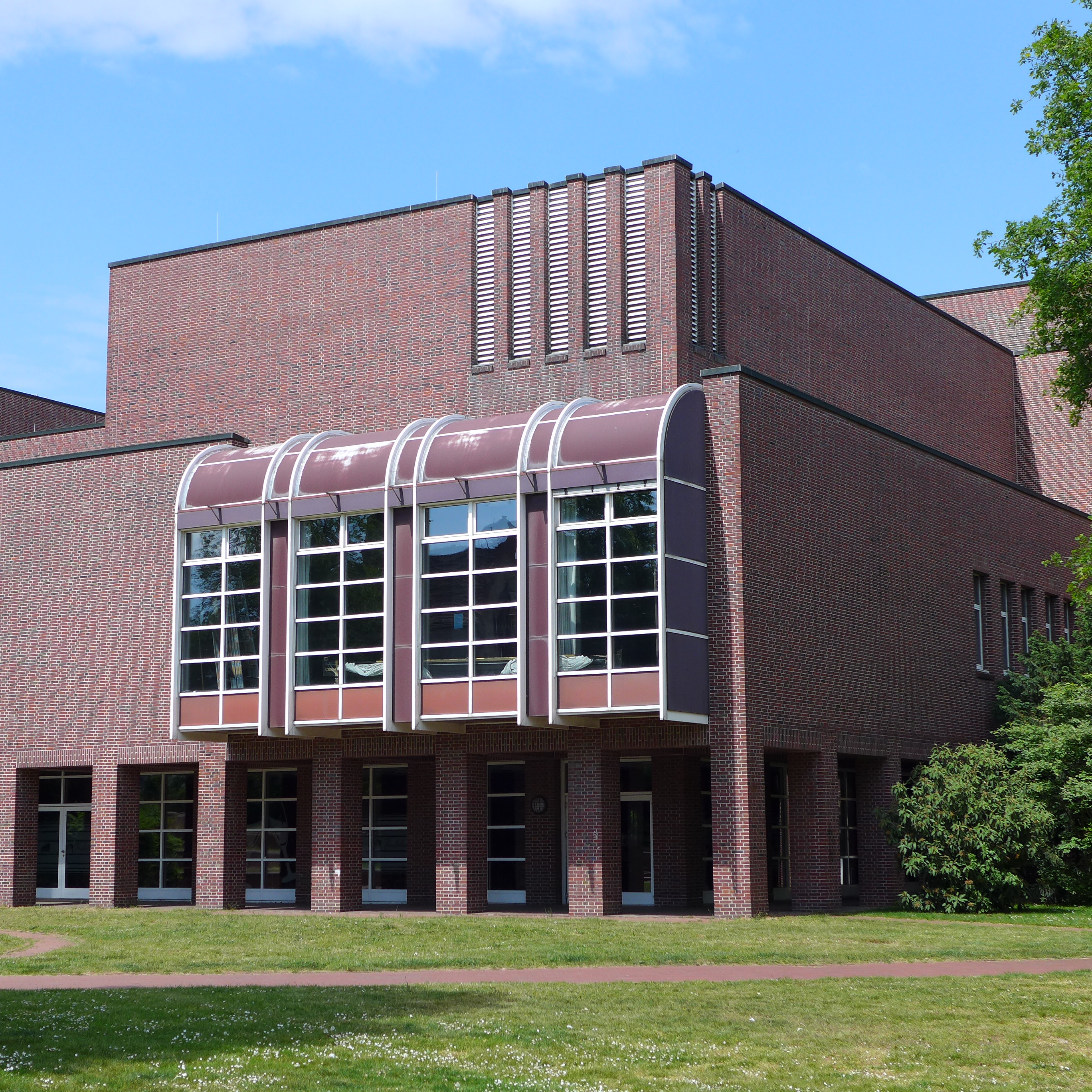
Theater Krefeld und Mönchengladbach – Standort Mönchengladbach-Rheydt

- Theater Mönchengladbach
Das Gebäude wurde als Stadthalle für die damals unabhängige Stadt Rheydt von Walter Fischer, Hans Poelzig und Max Littmann entworfen. Baubeginn war 1928. Am 4. Oktober 1930 wurde die Stadthalle eingeweiht. Im Krieg wurde die Stadthalle zeitweise als Lazarett genutzt und am 26. Dezember 1945 wiedereröffnet. Nach der kommunalen Neuordnung wurde die Stadthalle ab Mai 1982 nach den Plänen der Düsseldorfer Architekten Hentrich, Petschnigg und Partner zu einem Opernhaus umgebaut und am 29. November 1984 Opernhaus Mönchengladbach Spielort der Vereinigten städtischen Bühnen Krefeld und Mönchengladbach. Nach dem Verkauf des Schauspielhauses Mönchengladbach im Jahre 1996 zogen auch die Schauspielaufführungen in das Opernhaus Rheydt, das seitdem Theater Mönchengladbach heißt. Es beherbergt drei Bühnen und Säle: das Studio (ca. 99 Plätze) für kleinere Aufführungen, den Konzertsaal vor allem für Konzerte der Niederrheinischen Sinfoniker, Polit- und andere Veranstaltungen und den Opernsaal (ca. 778 Plätze) für Schauspiel-, Ballett- und Musiktheaterproduktionen. Das Theatercafé Linol mit seinem Biergarten im angrenzenden Park ist ebenfalls hier untergebracht. Seit der Spielzeit 2009/2010 wird die Stadthalle renoviert, um einen besseren Brandschutz zu gewährleisten. Zur Spielzeit 2011/2012 soll das Theater nach Rheydt zurückziehen.Theater Krefeld und Mönchengladbach – Standort Mönchengladbach-Rheydt
- TiN (Theater im Nordpark)
Für die Umbauspielzeiten 2009/2010 und 2010/2011 wurde eine ehemals militärisch genutzte Halle im Mönchengladbacher Nordpark vollständig umgebaut. Die Ausweichspielstätte verfügte über einen Großen Saal mit ca. 560 Plätzen und einen Kleinen Saal mit ca. 275 Plätzen. Außerdem fanden im Foyer regelmäßig Sonderveranstaltungen statt. Im Jahre 2011 zog das Theater zurück an die Odenkirchener Straße.[18]

## Leitung
(Stand: 2025)
- Generalintendant: Michael Grosse
- Generalmusikdirektor: Mihkel Kütson
- Geschäftsführer: Michael Grosse und Frank Baumann
- Operndirektor und stellv. Generalintendant: Andreas Wendholz
- Schauspieldirektor: Christoph Roos
- Ballettdirektor: Robert North, ab 2025/26[19] Manuel Gross und Viktoria Bröcker (stellv. Ballettdirektorin)
- Chefdisponent: Christoph Erpenbeck